# Fujiwara no Fujinari
Fujiwara no Fujinari (藤原藤成, , 776 - 822) foi um samurai do Período Heian da História do Japão, foi membro do Ramo Hokke Fujiwara (Fujiwara do Norte)

## Vida
Fujinari, quarto filho de Uona, fez uma carreira de oficial provinciana atingindo o cargo de Sangi (Conselheiro de 4.º Escalão), servindo como secretário ou assistente do governador de Shimotsuke, assistente do governador de Harima e governador de Ise e Harima antes de morrer jovem, aos 37 anos, em 822. Durante seu mandato em Shimotsuke, em algum momento da primeira década do século IX, Fujinari casou com uma filha de Tottori Naritosh, o patriarca de um proeminente clã local, estabelecendo uma base para si e seus descendentes  .